# John B. Page

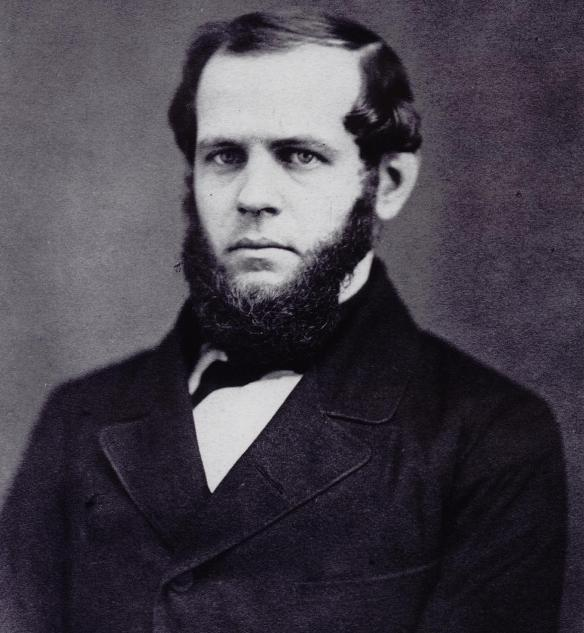
John B. Page.

John Boardman Page, född 25 februari 1826 i Rutland, Vermont, död 24 oktober 1885 i Rutland, Vermont, var en amerikansk republikansk politiker och affärsman. Han var den trettionde guvernören i delstaten Vermont 1867–1869.
Page gjorde karriär som företagsledare i Rutland; han avancerade till chef för National Bank of Rutland och tjänstgjorde dessutom som chef för järnvägsbolaget Rutland Railroad Company. Han gjorde även en betydande insats i andra transportföretag.
Page var delstatens finansminister (Vermont State Treasurer) 1860–1866. Han efterträdde 1867 Paul Dillingham som guvernör och efterträddes 1869 av Peter T. Washburn.
Kongregationalisten Page avled 1885 och gravsattes på Evergreen Cemetery i Rutland.